# ستاره دنباله‌دار (آلبوم)
ستارهٔ دنباله‌دار (بهترین‌های ابی ۲) در سال ۱۹۹۳ (۱۳۷۲ ه‍. ش) از طریق پارس ویدئو وارد بازار شده‌است. ستارهٔ دنباله‌دار اولین آلبوم ابی بود که هم زمان بر روی سی دی و کاست منتشر شد.

## فهرست ترانه‌ها
| #  | نام ترانه                       | ترانه‌سرا        | آهنگساز            | تنظیم‌کننده         |
| -- | ------------------------------- | --------------- | ------------------ | ------------------ |
| ۱  | دلبر                            | اردلان سرفراز   | فرید زلاند         | عبدی یمینی         |
| ۲  | سادگی                           | مسعود هوشمند    | سیاوش قمیشی        | راب شیراک          |
| ۳  | ستارهٔ دنباله‌دار                 | اردلان سرفراز   | فرید زلاند         | فرید زلاند         |
| ۴  | رازقی                           | ایرج جنتی عطایی | فرید زلاند         | فرید زلاند         |
| ۵  | آرزو                            | اردلان سرفراز   | فرید زلاند         | آندرانیک آساطوریان |
| ۶  | باورم کن                        | ژاکلین          | ژاکلین             | ژاکلین             |
| ۷  | خانه سرخ                        | ایرج جنتی عطایی | آندرانیک آساطوریان | آندرانیک آساطوریان |
| ۸  | روزگار                          | اردلان سرفراز   | فرید زلاند         | فرید زلاند         |
| ۹  | نون و پنیر و سبزی (با صدای ابی) | شهیار قنبری     | فرید زلاند         | منوچهر چشم‌آذر      |
| ۱۰ | گل سرخ                          | ایرج جنتی عطایی | آندرانیک آساطوریان | آندرانیک آساطوریان |